# Santa Cruz da Vitória
Santa Cruz da Vitória est une municipalité brésilienne de l'État de Bahia et la Microrégion d'Ilhéus-Itabuna.